# Gâlgău (gmina)
Gâlgău – gmina w Rumunii, w okręgu Sălaj. Obejmuje miejscowości Bârsău Mare, Căpâlna, Chizeni, Dobrocina, Fodora, Frâncenii de Piatră, Gâlgău, Glod i Gura Vlădesei. W 2011 roku liczyła 2456 mieszkańców.